# René-François Régnier
René-François Régnier (né le 17 juillet 1794 à Saint-Quentin-lès-Beaurepaire en Anjou, et mort le 3 janvier 1881 à Cambrai) est un cardinal français du XIXe siècle. 

## Biographie
René-François Régnier est chanoine et vicaire général à Angers. Il est nommé évêque d'Angoulême en 1842 et transféré à l'archidiocèse de Cambrai en 1850. Il pose la première pierre de l'église Saint-Martin d'Aniche en 1857. Il participe au concile de Vatican I en 1869-1870. Le pape Pie IX le crée cardinal au consistoire du 22 décembre 1873. Le cardinal Régnier  participe au conclave de 1878, à l'issue duquel Léon XIII est élu.

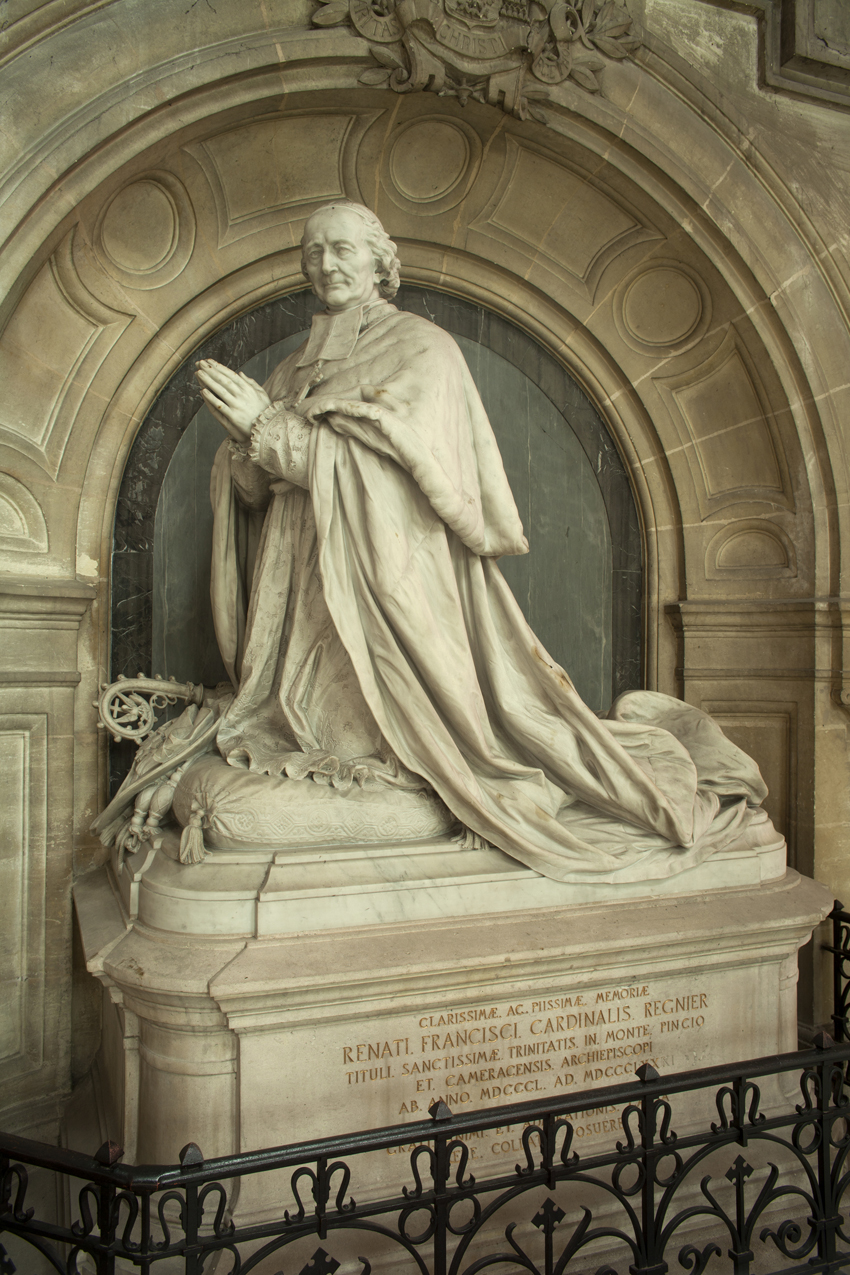
Monument funéraire du cardinal Régnier, cathédrale Notre-Dame-de-Grâce de Cambrai.

## Distinctions
- Commandeur de la Légion d'honneur (3 février 1875)[1]